# Микельштедтер, Карло
Карло Микельштедтер (итал. Carlo Michelstaedter; 3 июня 1887, Гориция — 17 октября 1910, Гориция) — итальянский философ и литератор.

## Биография
Карло Микельштедтер родился младшим из четверых детей в еврейской семье среднего достатка. Его отец, Альберт Микельштедтер, возглавлял местную страховую компанию, а на досуге — и городское литературное объединение. В гимназические годы Карло находился под влиянием преподававшего в Гориции Рихарда Шуберта-Зольдерна.
Непродолжительное время изучал математику в Вене, затем сменил Вену на Флоренцию, а математику — на латынь и древнегреческий.
В 1909 году он вернулся домой для работы над диссертацией о риторике и убеждении в античной философии. 17 октября он закончил работу над диссертацией и в состоянии крайнего утомления оказался втянут в ссору с матерью, Эммой Коэн Луцатто. После ссоры Микельштедтер ушёл в свою комнату и застрелился. Похоронен на еврейском кладбище в Нова-Горица.

## Наследие
Его диссертация была опубликована его другом Владимиро Аранджо Руисом (1913). При жизни Микельштедтер опубликовал лишь несколько небольших очерков в местной газете (в том числе очерк о Льве Толстом, 1908). После его смерти, помимо диссертации, был издан небольшой сборник стихотворений «Dialogo della salute» (Женева, 1912). В дальнейшем были опубликованы также письма Микельштедтера, различные записи и т. д. — практически полное собрание сочинений.
Широким кругам его творческое наследие долгое время оставалось неизвестным. Считается, что Микельштедтер, не будучи знаком с идеями Кьеркегора, предвосхитил начала современной экзистенциальной философии. Отмечают также, что он даже предвосхитил ход рассуждений Хайдеггера в работе «Бытие и время».

## «Убеждение и риторика»
Диссертация Микельштедтера «Убеждение и риторика» (итал. La Persuasione e la Rettorica) представляет собой довольно тёмное по изложению, основанное преимущественно на авторских интуициях сочинение. В целом идея Микельштедтера сводится к тому, что риторика есть сеть социальных конвенций, порабощающих человека и заставляющих его гнаться за завтрашними благами и удовольствиями, забывая при этом о сегодняшнем дне. Лишь проживание каждого жизненного мига как последнего и единственного может принести человеку убеждение, то есть полноту самоощущения.